# Papyrus 60
Papyrus 60 (nach Gregory-Aland mit Sigel {\displaystyle {\mathfrak {P}}}60 bezeichnet) ist eine frühe griechische Abschrift des Neuen Testaments. Dieses Papyrusmanuskript des Johannesevangeliums enthält nur die Verse 16,29-19,26. Mittels Paläographie wurde es auf das 6. oder 7. Jahrhundert datiert.
Der griechische Text des Kodex repräsentiert den Alexandrinischen Texttyp. Aland ordnete ihn in Kategorie III ein.
Die Handschrift wird zurzeit in der The Morgan Library & Museum (P. Colt 4) in New York City aufbewahrt.